# 莫紉蘭
莫紉蘭（1935年6月18日—2013年6月20日），香港已故教育家，生前曾任多間小學校長，主力推廣活動教學及兒童戲劇教育。

## 生平
莫紉蘭生於1935年6月18日，畢業於庇理羅士女子中學（1948年至1954年中五，在1954年英文中學會考中取得中國文史科「良」等成績），後於1954年至1956年在羅富國教育學院修讀兩年制教育文憑，畢業後曾任軒尼詩道官立小學（上午校）、廣東道官立小學（上午校）、福榮街官立小學（下午校）以及九龍船塢紀念小學（上午校）校長，致力推廣活動教學及兒童戲劇教育，並多次主持戲劇講座和擔任大專及中小學戲劇比賽評判。她亦曾出任官小校長會主席、灣仔區校長會委員等公職。
她曾於1998年受教育署委任主編《學校戲劇手冊》。

## 個人生活
莫紉蘭生前已婚，與丈夫育有兩名兒子，其中1名為香港高等法院法官兼香港選舉管理委員會主席馮驊。

## 獎項
- 1994年  香港優秀教育工作者獎
- 2003年  香港戲劇協會香港舞台劇「終身成就獎」。